# Museología crítica
La museología crítica es una corriente museológica posmoderna surgida a finales de los años setenta del siglo XX que pone en cuestión los posicionamientos de la museología tradicional y de la nueva museología. Su principal objetivo es la transición del museo como institución creadora de relatos a un espacio de conflicto, negociación y revisión sociocultural. 

## Crítica al museo
El término museología crítica surge del ámbito universitario e investigador, especialmente del ámbito de la Historia del Arte. Sus planteamientos parten del cuestionamiento del papel del museo como institución cultural en la posmodernidad.[cita requerida]

La museología crítica surgió como revisión a la nueva museología desarrollada a partir de los años setenta del siglo XX y sus políticas democratizadoras del museo, consideradas fallidas o falsarias desde el enfoque crítico..Para los críticos, la Nueva Museología ofrecía una falsa apertura social del museo, pues si bien este había abierto sus puertas a la sociedad en su conjunto y dejado de ser una institución aristocrática, mantenía su papel como redactor de relatos que ofrecía al visitante-ciudadano, que mantenía su posición de elemento pasivo en el acto cultural. En juicio de los museólogos críticos, los museos efectuaban un ejercicio de dirigismo cultural, en vez de funcionar como una zonas «de confluencia y de contacto».

## Vinculación con la pedagogía crítica
La museología crítica puede describirse como fruto de la cultura del revisionismo postmoderno, pues considera que para comprender las formas del conocimiento se debe partir de la noción de lucha y de conflicto. De esta manera, el museo es entendido por los críticos como una comunidad de aprendizaje no unidireccional –en el que la institución sea el elemento activo-emisor y la ciudadanía el pasivo-receptor–, basado en un proceso de negociación entre participantes: artistas, expertos, ciudadanos, organizaciones sociales, etcétera). Por este mismo motivo, es paralela a la pedagogía crítica y, si bien comprende la necesidad de mantener proyectos de educación formal en el museo, defiende la idoneidad de la institución como espacio para la enseñanza no formal.